# Rödskärshällen
Rödskärs hällen är ett skär i Åland (Finland). Det ligger i Skärgårdshavet och i kommunen Lemland i landskapet Åland, i den sydvästra delen av landet. Ön ligger omkring 20 kilometer sydöst om Mariehamn och omkring 270 kilometer väster om Helsingfors.
Öns area är 1 hektar och dess största längd är 200 meter i nord-sydlig riktning. Trakten är glest befolkad. Närmaste större samhälle är Lemland, 14,0 km norr om Rödskärs hällen.

## Klimat
Klimatet i området är tempererat. Årsmedeltemperaturen i trakten är 6 °C. Den varmaste månaden är augusti, då medeltemperaturen är 16 °C, och den kallaste är februari, med −2 °C.